# Château d'Ettevaux
Le château d'Ettevaux est une propriété faisant de l'hébergement touristique située sur la commune de Poil (France).

## Localisation
Le château est situé sur la commune de Poil, située dans le département de la Nièvre en région Bourgogne-Franche-Comté. Le château se trouve à l'ouest du territoire de la commune, sur le long de la route départementale 192, à la frontière avec Larochemillay. Il est en bordure de route et est le plus visible des six châteaux de Poil.

## Historique
Une seigneurie de Guillaume d'Estevaux est établie en 1490, sans que l'on puisse confirmer l'existence d'un château féodal. Le nom du fief est attesté dès 1281, sous le nom Estevaul. On retrouve Estrevaulx en 1518, Estuauds en 1520, Estevaulx en 1529, Estevault en 1556, Etuau en 1558, Estuelle en 1626 puis Estiot et Estuaul en 1628. L'abbé Baudiau, dans son essai géographique, topographique et historique sur le Morvan, cite également les noms Estevaux, Haulte-Vaux et Alta Vallis (latin).
Le fief d’Ettevaux dépendait du comté de La Roche-Milay [Larochemillay] et avait la moyenne et la basse justice. C’est-à-dire que le maître des lieux avait la capacité de rendre des jugements seulement pour des affaires dont les amendes et sanctions n’excédaient pas un certain montant, et pouvait tenir une cour de justice fréquemment (contrairement à la haute justice dont les affaires, importantes et graves, étaient réglées moins souvent). Pour la haute justice, les habitants d’Ettevaux et de Poil dépendaient du comte de Larochemillay. Si le hameau d’Ettevaux est aujourd’hui rattaché à la commune de Poil, il est vraisemblable qu’il était auparavant rattaché à celle de Larochemillay, puisque Poil ne s’est séparé de cette dernière qu’en 1860 par décret impérial.
L'édification d'un château à Ettevaux débute en 1730, sur l'emplacement d'un château plus ancien. Après un incendie, il est remanié et restauré au cours de la seconde moitié du XIXe siècle par le baron de Galembert. Une chapelle néogothique est construite en 1821, succédant à une plus ancienne, puis bénie le 6 octobre 1821. En 1854, l'abbé Baudiau indique que le curé de Poil se rend à la chapelle chaque jeudi y mener la messe.
En juillet 1748, Ettevaux est acheté par Zacharie Bertrand de Rivière, procureur fiscal du bailliage à Larochemillay.

## Chapelle
Il est dit que la chapelle nord de l’église de Poil a été construite par la maison d’Estevaux [d’Ettevaux] à « l’époque de la renaissance ».

## Galerie

Photos du domaine d'Ettevaux datant des années 1930 et chapelle.
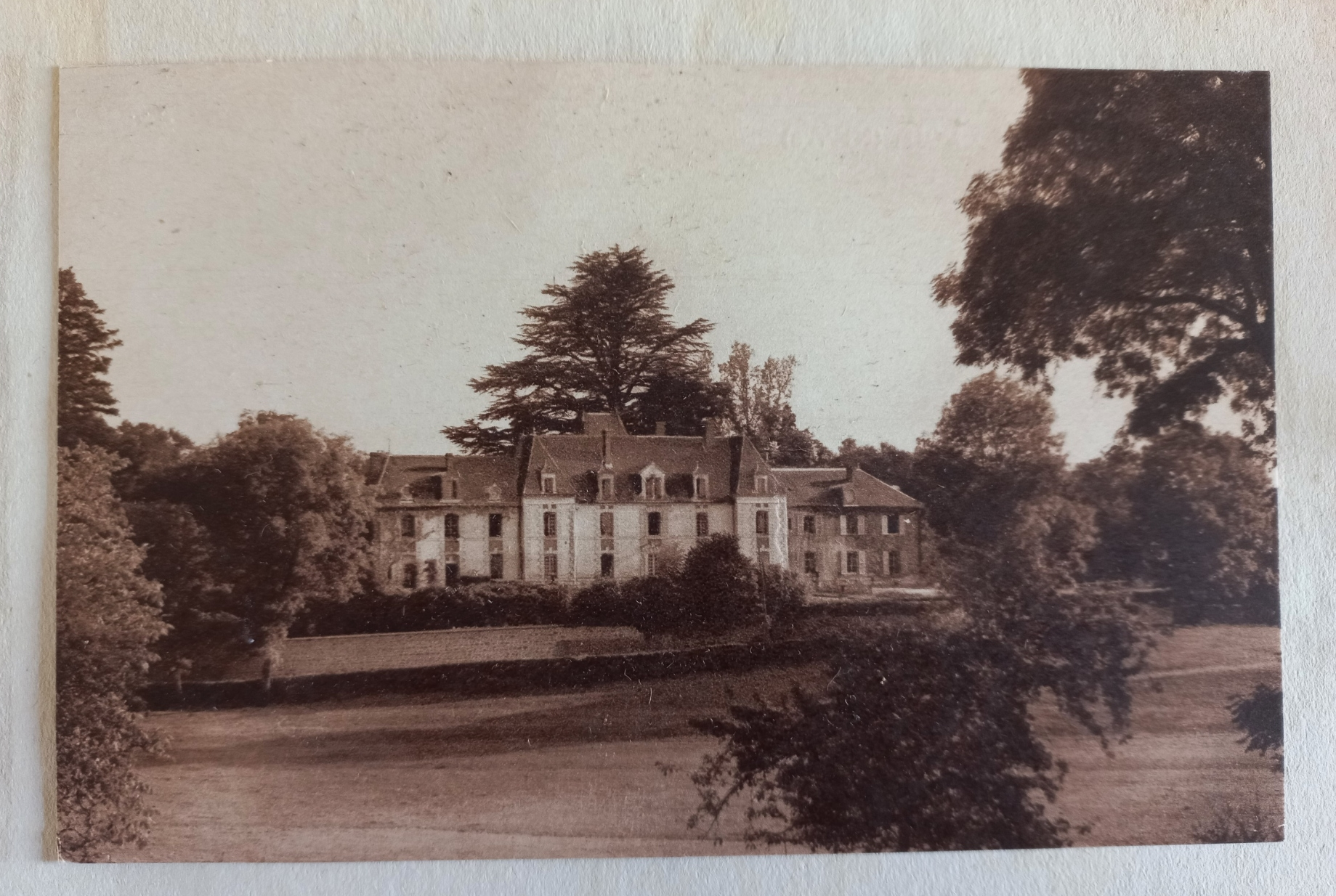
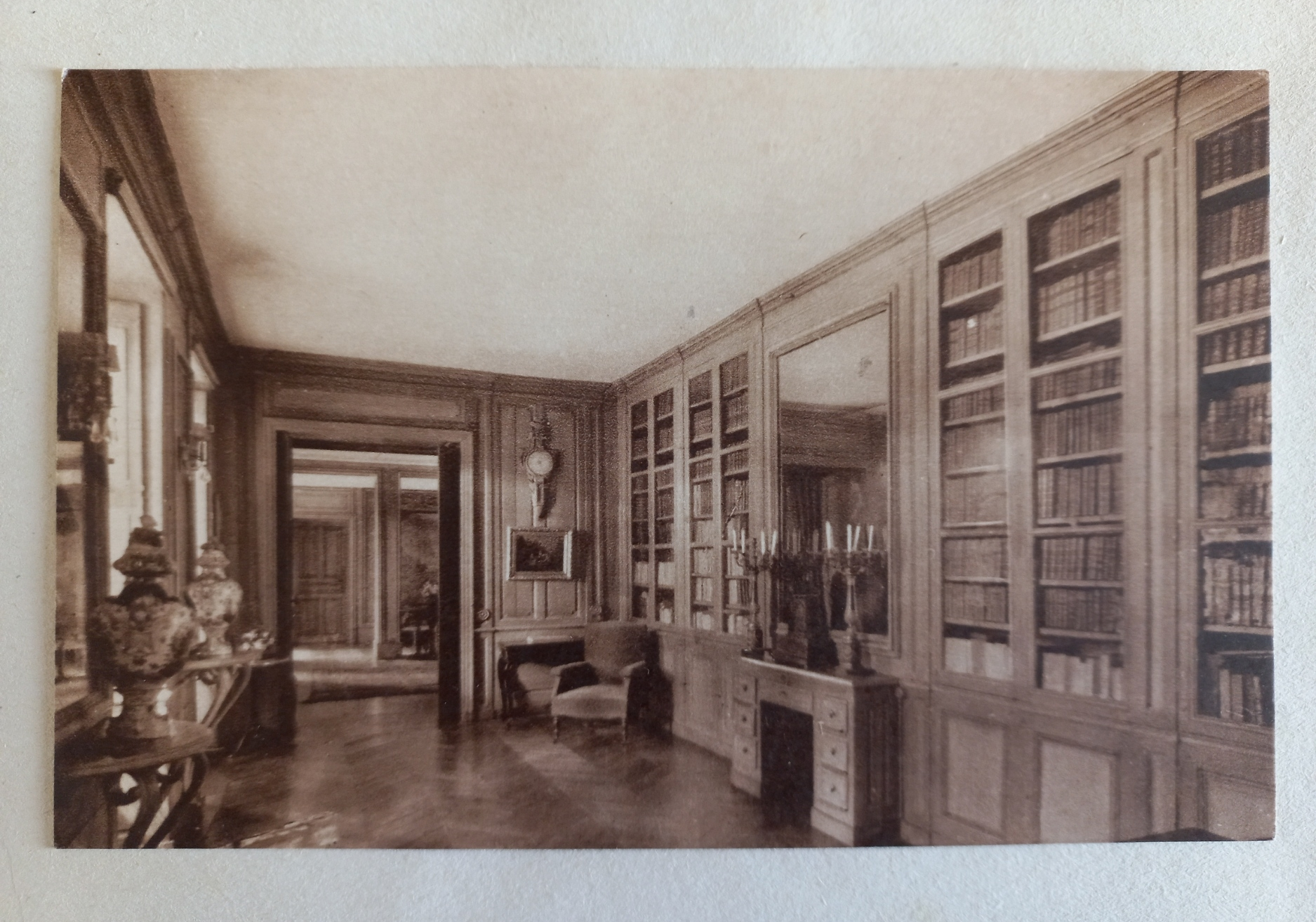
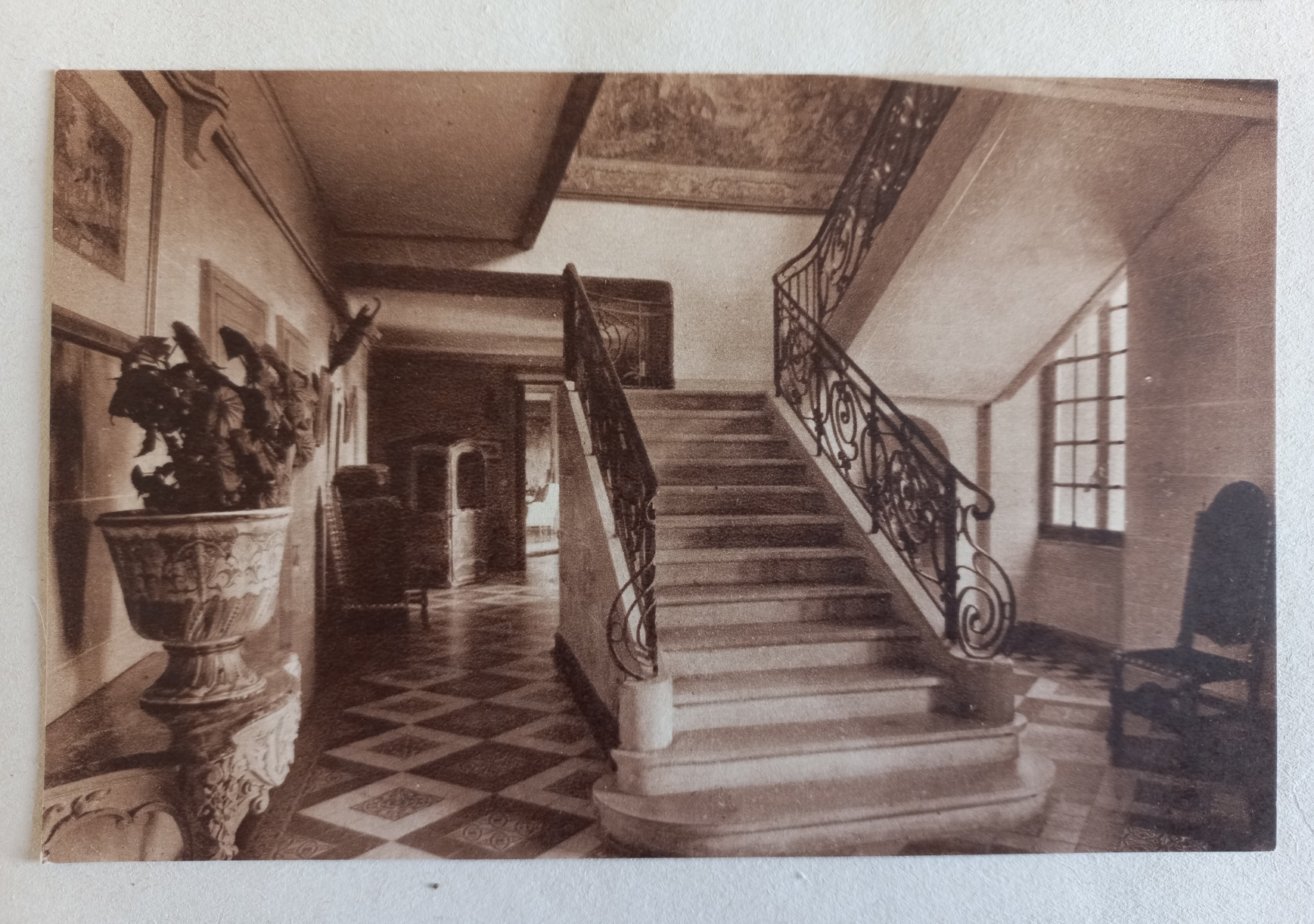
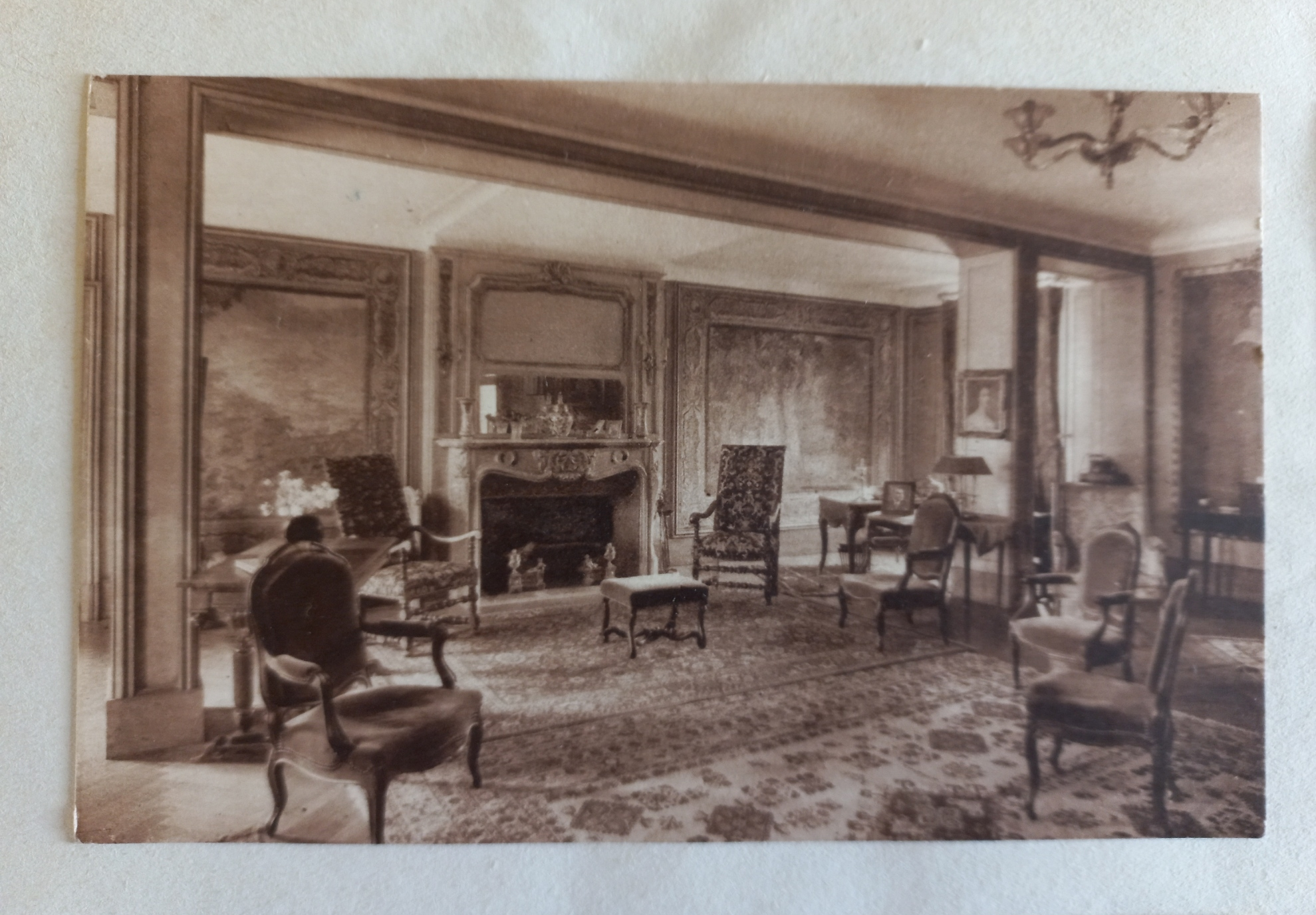
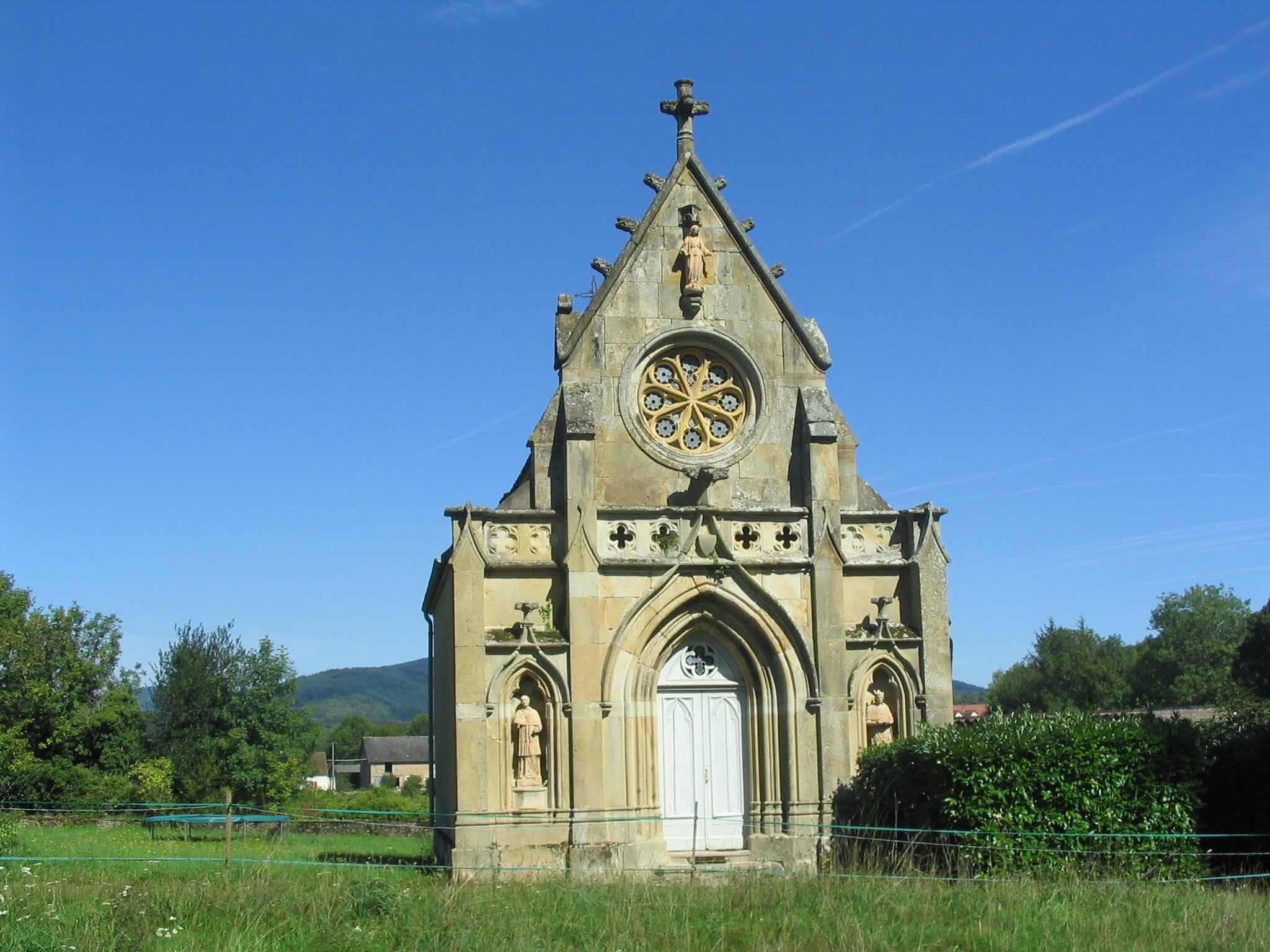
Chapelle d'Ettevaux, façade, 2011.
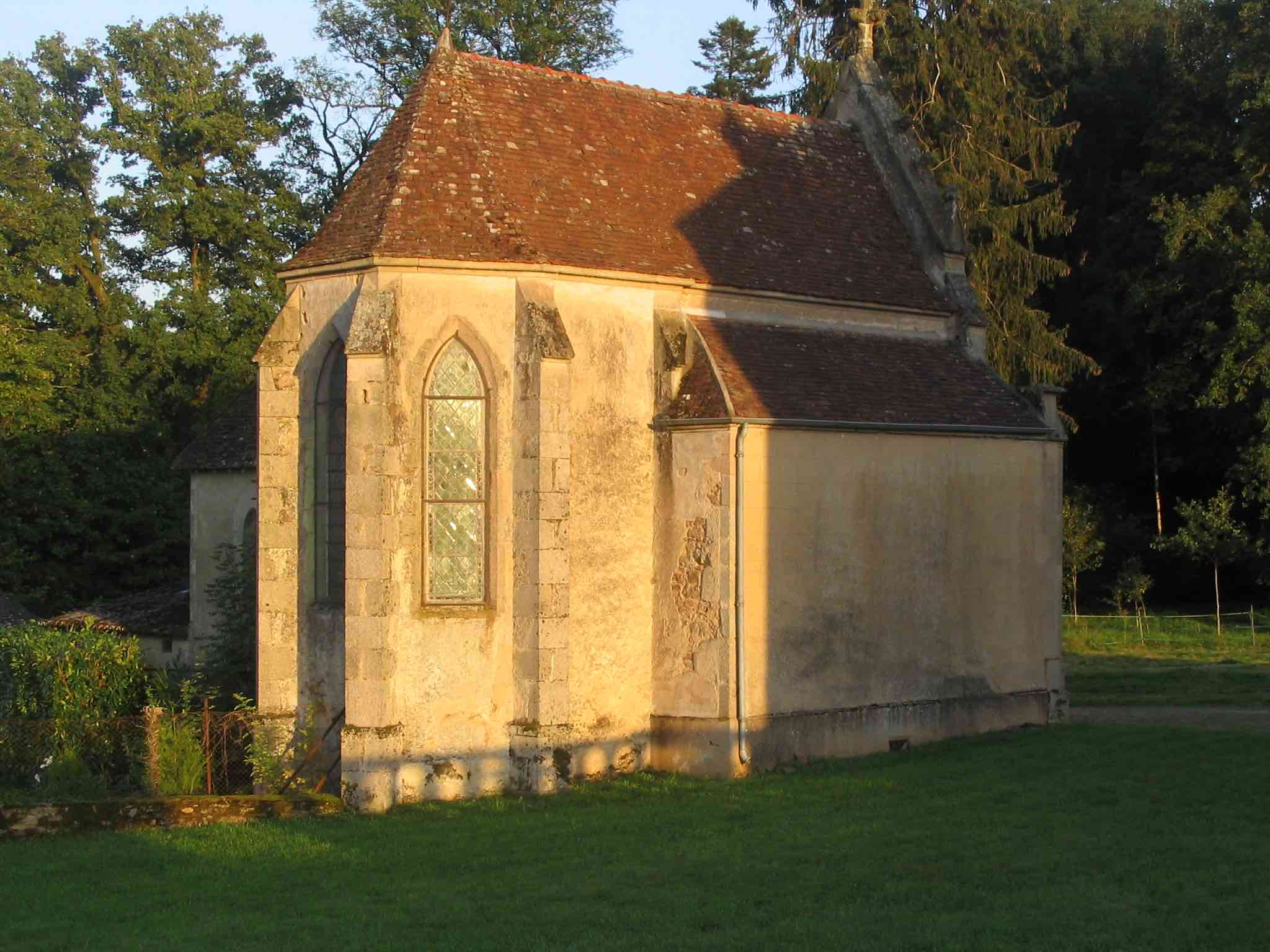
Chapelle d'Ettevaux, vue de l'abside, 2007.
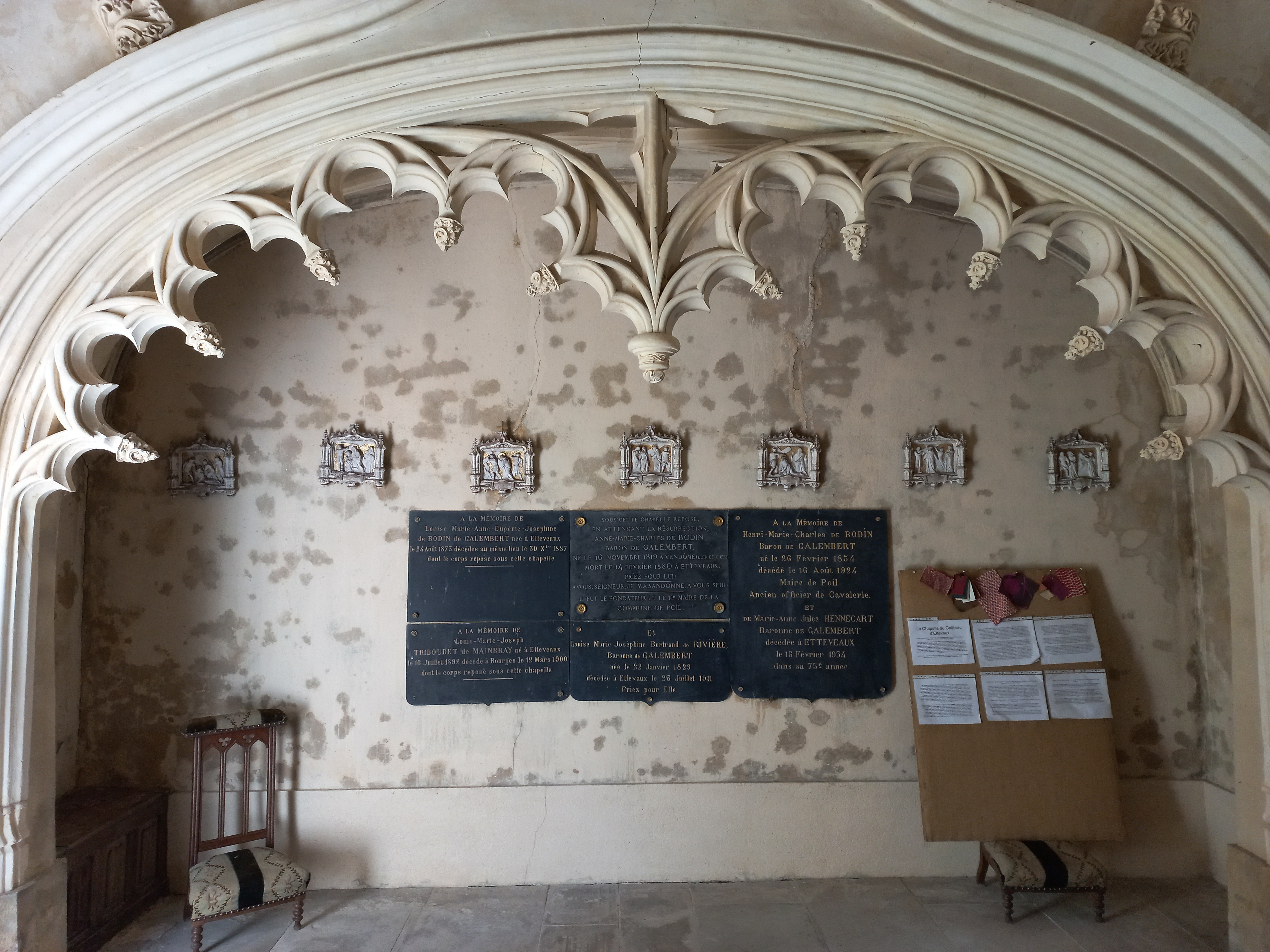
Chapelle d'Ettevaux, intérieur, toutes les plaques commémoratives, 2022.
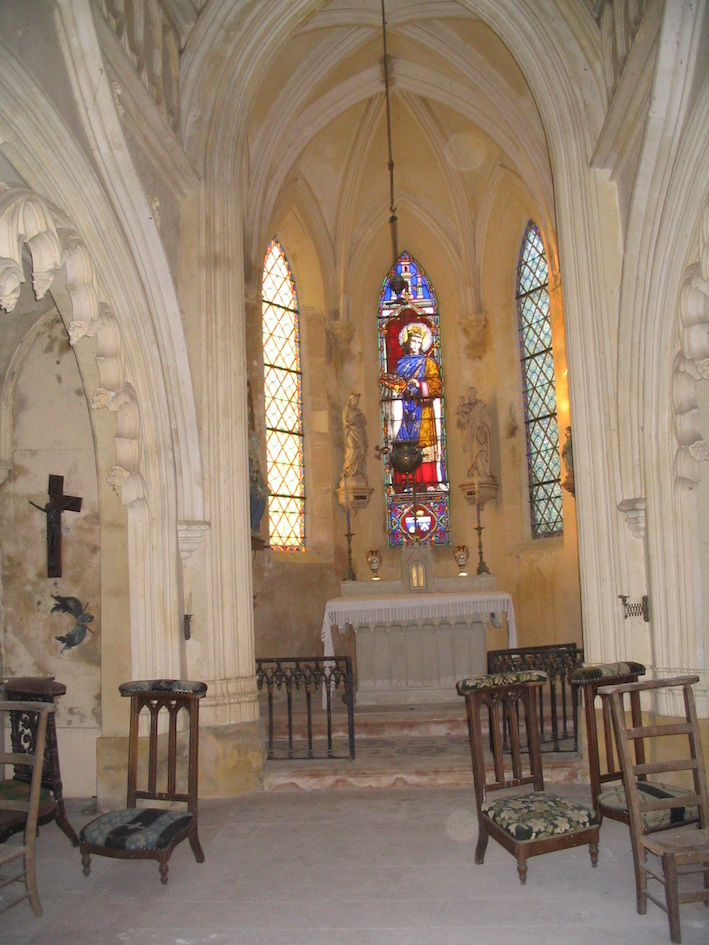
Chapelle d'Ettevaux, chœur, 2007.